# Leitholm
Leitholm är en by i Berwickshire, Scottish Borders, Skottland. Byn är belägen 7 km 
från Coldstream. Orten har 161 invånare (2001). Den har en kyrka och pub. Det hade en gång ett kapell. Väg B6461 passerar orten.